# دار أوبرا دمنهور

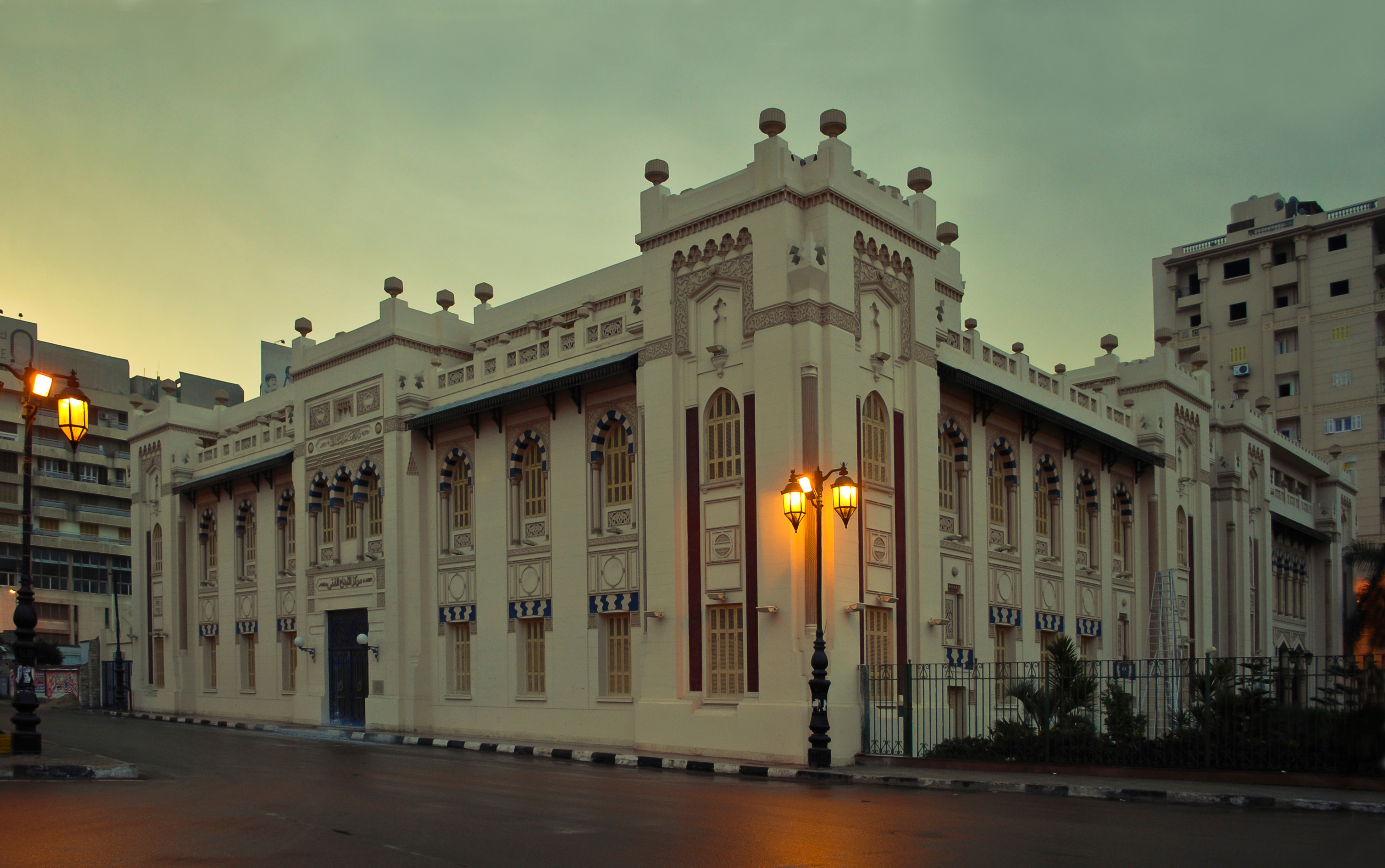
دار أوبرا دمنهور

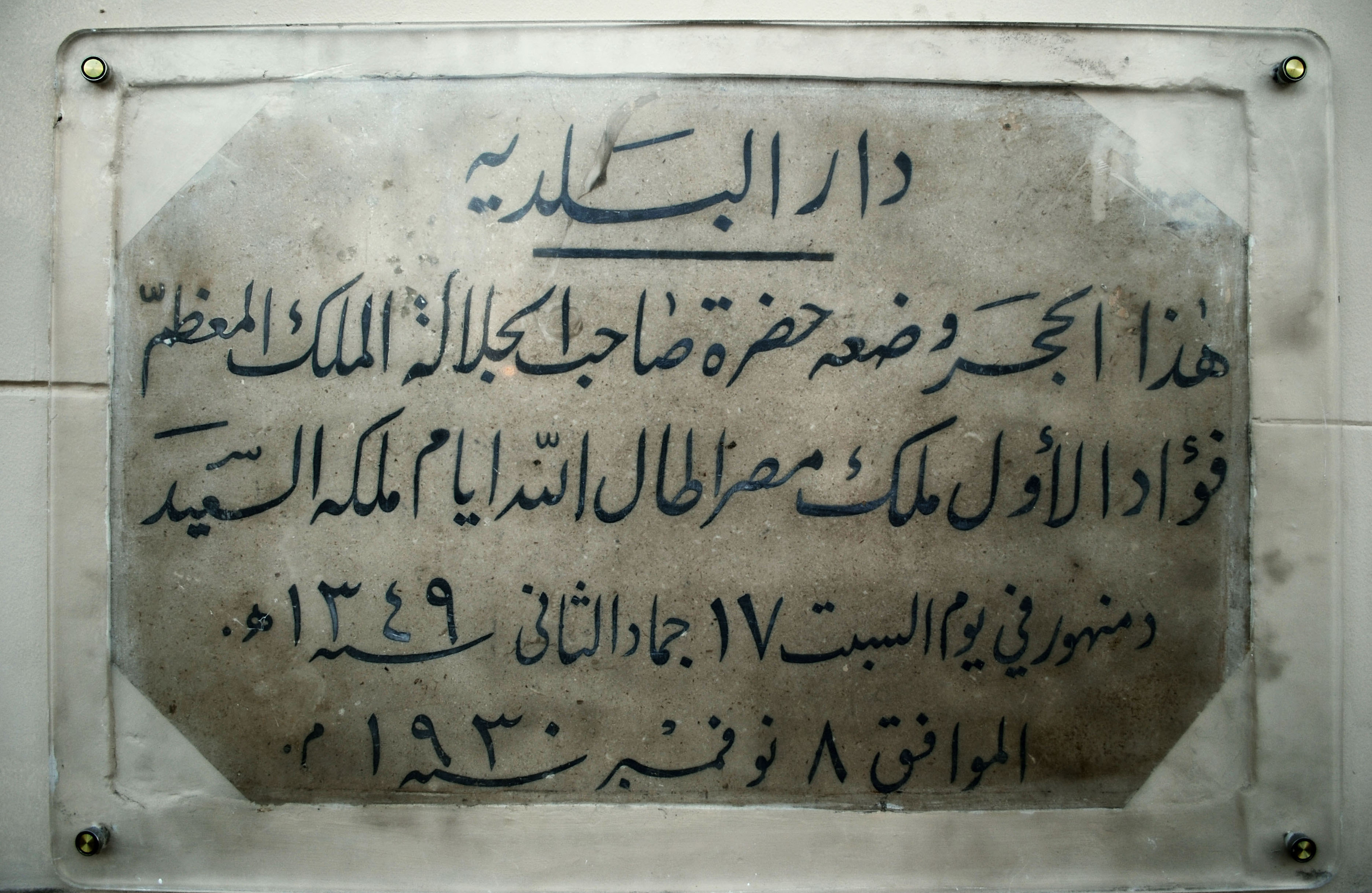
حجر اساس دار البلدية واوبرا دمنهور ووضع هذا الحجر في عهد الملك فؤاد الأول عام 1930م

دار أوبرا دمنهور  هي أوبرا تاريخية شيدت في عهد الملك فؤاد الأول  في سنة 1930م علي غرار أوبرا القاهرة التي احترقت في سبعينات القرن الماضي. قام الملك فؤاد بوضع حجر الأساس لمبنى البلدية والسينما والمكتبة في الثامن من نوفمبر سنة 1930م وقد أطلق على القسم الغربي من المبنى أولاً «سينما وتياترو فاروق»، ثم تغير الاسم من «سينما فاروق» إلى «سينما البلدية» في سنة 1952م. وظل الأمر على ذلك حتى سنة 1977م عندما تغير الاسم إلى «سينما النصر الشتوي». وأخيراً أطلق عليها «مسرح وأوبرا دمنهور». أما المكتبة فقد سميت «مكتبة الملك فؤاد»، ثم أطلق عليها اسم الأديب الراحل توفيق الحكيم. ويشغل مبنى البلدية القسم الشرقي، بينما يشغل مبنى السينما والمسرح القسم الغربي.

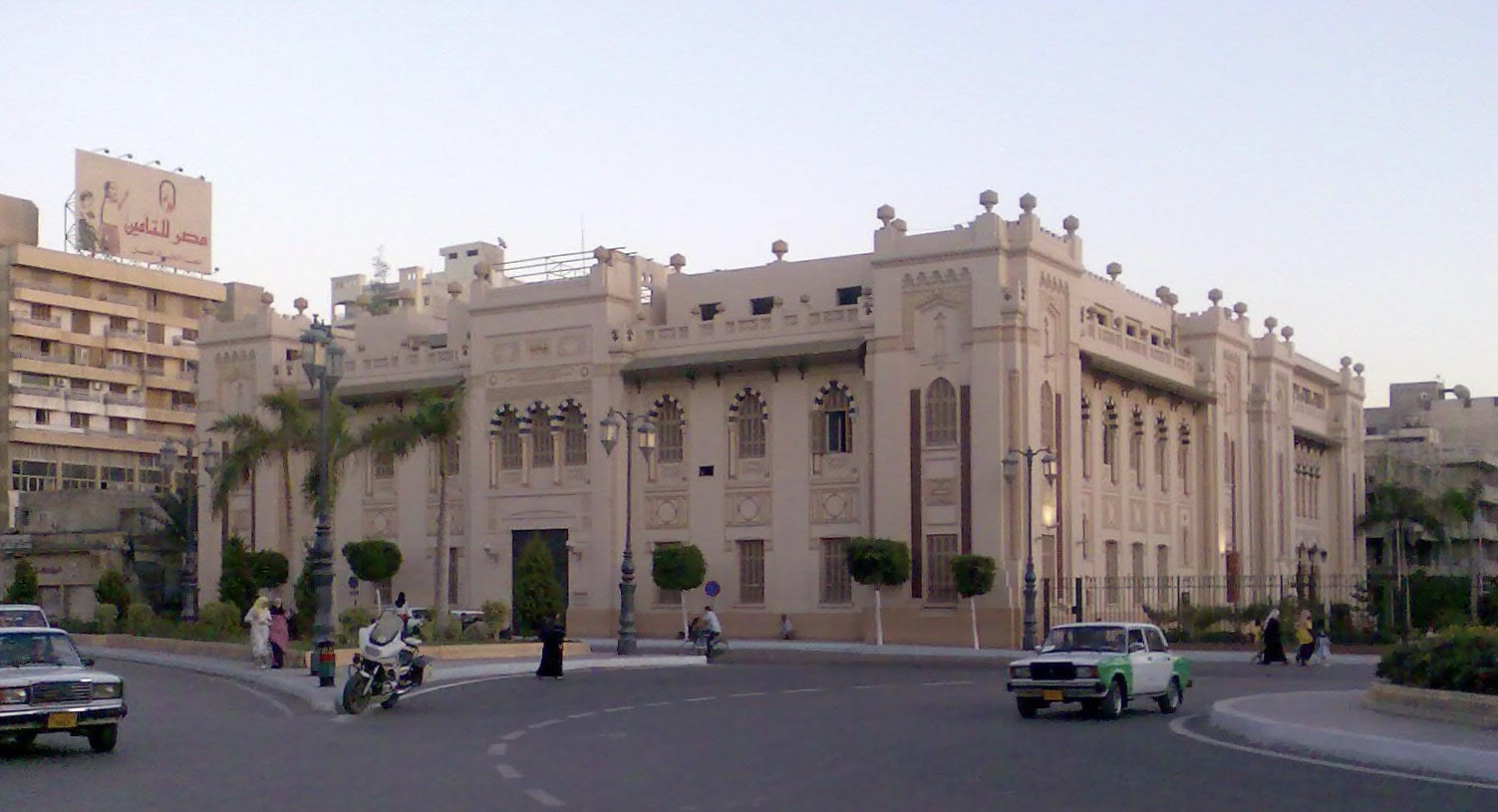
دار الأوبرا عام 2010 نهاراً.

يعد مسرح وأوبرا دمنهور تحفة معمارية تتجسد فيها خصائص العمارة المصرية في بداية العقد الرابع من القرن الماضي. ويتبع المسرح من حيث التخطيط طراز الأوبرا الإيطالية الذي وفد إلى مصر في عصر الخديوي إسماعيل، ثم ساد عمارة هذا النوع من المنشآت. وينفرد هذا المسرح باستخدام عناصر معمارية وزخرفية إسلامية الطراز.وقد نجح المعماري الإيطالي فيروتشي نجاحاً تاماً في المزج بين التخطيط الأوروبي الوافد الذي يتناسب مع الوظيفة، وبين العناصر المعمارية الإسلامية التي كانت مستخدمة منذ العصر الفاطمي وما تلاه من عصور ومنها العقود المنكسرة.
ونظراً للقيمة الفنية والمعمارية للمسرح، والتي تعبر بصدق عن عمارة المسارح المصرية في بدايات القرن الماضي فضلاً عن إبرازه للعناصر الفنية من زخارف نباتية وهندسية وعقود دائرية وأخرى على الطراز الأندلسي في مجموعة المداخل، ونظراً لأن المسرح قد تم افتتاحه في الثلاثينيات من القرن الماضي وهو يعتبر مكملاً لمسرح سيد درويش بالإسكندرية والذي شيد في عهد الملك فؤاد، فقد قام قطاع الآثار الإسلامية والقبطية بالمجلس الأعلى لللآثار بتسجيله كأثر إسلامي بعد موافقة اللجنة الدائمة للآثار الإسلامية والقبطية في عام 1988م وصدور قرار وزير الثقافة رقم 499 لسنة 1990م بتسجيل المسرح وذلك للمحافظة على عناصره الفنية والمعمارية. وتطبيقاً للمادة الثانية من قانون حماية الآثار رقم 117 لسنة 1983م. وقد تم ضم المبنى إلى قوائم مباني ذات القيمة الفنية والتاريخية بمحافظة البحيرة بعد العرض على اللجنة المشكلة بقرار السيد رئيس الوزراء الصادر في 30 سبتمبر عام 1998م.

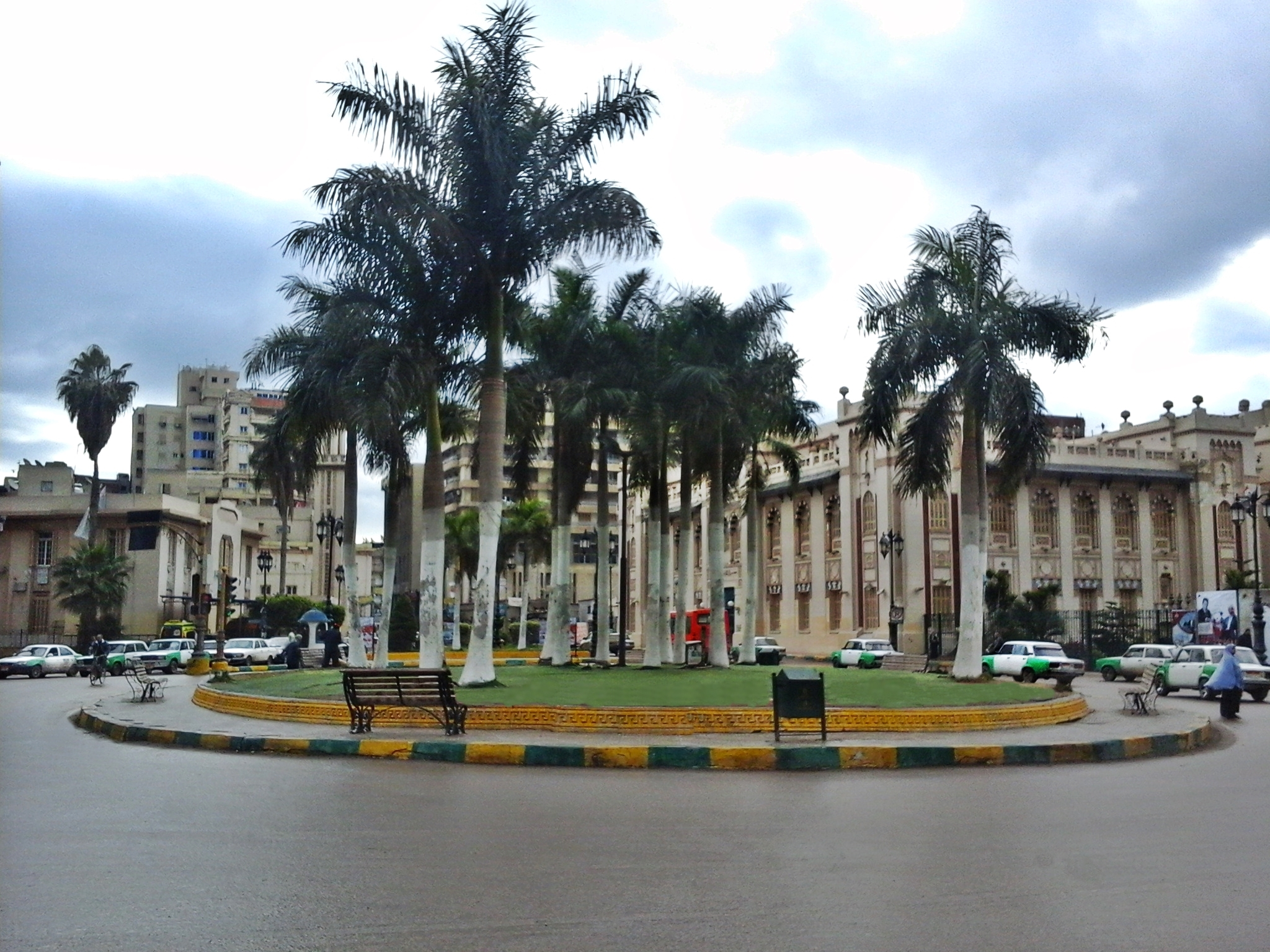
ميدان الأوبرا، في الخلفية دار الأوبرا.

في منتصف الثمانينات تدهورت حالة المسرح خاصة من الناحية الإنشائية، فقد أدى عدم إجراء أعمال الصيانة والترميم الدورية للمسرح مع سوء الاستخدام إلى ظهور العديد من المشكلات الإنشائية أهمها تدهور وتحلل الخرسانة المسلحة لأسقف المسرح، وانهيار جزء كبير من قبة صالة المسرح، كما ان ارتفاع منسوب المياه الجوفية وتسرب المياة إلى ممرات المسرح قد أثر على حالة الأساسات بالكامل.وفي الثمانينات أغلق المسرح وتوقفت جميع انشطته التي كانت تمارس عليه وأصبح المسرح في حالة يرثى لها، إلى أن قامت وزارة الثقافة بترميمه وتزويده بأحدث وسائل العرض والإضاءة ليواكب احدث مسارح مصر والعالم.
قامت السيدة سوزان مبارك بافتتاح دار أوبرا دمنهور في 7 مايو 2009م وشارك في حفل الافتتاح 200 فنان من فرق الأوبرا المختلفة وقام الوزير فاروق حسني بالقاء كلمة عقبها عرض فيلم تسجيلي عن تاريخ إنشاء المسرح ومراحل الترميم.كما عزف أوركسترا القاهرة في حفل الافتتاح أوبرا «زواج فيجارو» للموسيقار «موتسارت». وقدمت فرقة باليه القاهرة مشهد من باليه «أوديسيوس». واختتم الحفل بمشهد من باليه «زوربا».